# 大陆架

大陸与海洋相接处的各片区域：
沖積區 岩石 地壳

全球范围内的大陸棚

大陆架，又称陆架、陆架或大陆架，是大陆延伸至海洋中的平缓部分，可以说是被海水所覆盖的大陆。在过去的冰川期，由于海平面下降，大陆架常常露出海面成为陆地或陆桥；在間冰期（冰川消退时期，如现代），大陆架则被上涨的海水淹没，成为浅平的海底。

## 地形
大陆架的地势多平坦，其海床被沉积层所覆盖，它的边缘开始向深海倾斜，称为大陆坡，接着斜度介于陆架与陆坡之间的大陆基，最后，陆基伸入深海平原。大陆架、大陆坡及大陸基都属于大陆边缘一部份。
大陆架的水深一般都在200米以內，但宽度大小不一。一般上，与大陆平原相连的大陆架比较宽，可达数百至上千公里（位於加拿大紐芬蘭島東南部對開的紐芬蘭大淺灘是一個典型的例子）；相反，与陆地山脉紧邻的大陆架则比较狭，可能只有数十公里，甚至缺失（尤其在南美洲西部的太平洋海岸）。
大陆架上也可以发现一些丘陵、盆地，还有明显的“水下河谷”，这些河谷地形看起来就像是陆地河流的地形，有蜿蜒的河道，有冲积平原、三角洲等等，许多水下河谷还与陆地上的河流相对应，可看做是陆上河流的“延续”。这是因为这些水下河谷都是在远古大陆架露出海面时，由河流所冲刷而成，只是后来没入海中。
依据地形学与海洋生物学的意义，大陆架可再细分为内陆架、中陆架与外陆架。
在陆架外缘，其地形结构急遽改变，也就是陆坡的开始。除了少数例子外，陆架外缘几乎都座落于海下140米处，这似乎也是冰川期的海岸线标记，当时的海平面比现代要低得多。
陆坡比陆架陡峭，其平均坡度为3度，介于1度到10度之间。大陆坡也常是水下河谷的终结。
陆基在陆坡之下、深海平原之上，它的斜度介于陆架与陆坡之间，介于0.5度到1度之间，从陆坡开始向处延伸500公里，由浊流从陆架与陆坡夹带的厚厚沉积物所组成。沉积物从陆坡泄下，并在陆坡底下堆积，形成陆基。
大陆架通常拥有丰富的油气资源。

## 法律意义
大陆架，指沿海国家的领海以外，依其陆地领土的全部自然延伸，扩展到大陆边缘的，其宽度依据聯合國《海洋法公约》规定的海底区域的海床和底土。大陆架海区水产资源丰富，海底多蕴藏石油、天然气以及其他矿产资源，这些自然资源属沿海国家所有。
根據聯合國「大陸架公約」（1958年4月29日訂於日内瓦，於1964年6月10日生效）的規定，大陸架的具體定義與適用項目如下：

### 定義
第一條：本條款稱「大陸架」者謂：
1. 鄰接海岸但在領海以外之海底區域之海床及底土，其上海水深度不逾二百公尺，或雖逾此限度而其上海水深度仍使該區域天然資源有開發之可能性者。
2. 鄰接島嶼海岸之類似海底區域之海床及底土。

### 權利
- 第二條：

1. 沿海國為探測大陸架及開發其天然資源之目的，對大陸架行使主權上權利。
2. 本條第一項所稱權利為專屬權利，沿海國如不探測大陸架或開發其天然資源，非經其明示同意，任何人不得從事此項工作或對大陸架有所主張。
3. 沿海國對大陸架之權利不以實際或觀念上之佔領或明文公告為條件。
4. 本條款所稱天然資源包括在海床及底土之礦物及其他無生資源以及定著類之有生機體，亦即於可予採捕時期，在海床上下固定不動，或非與海床或底土在形體上經常接觸即不能移動之有機體。

- 第三條：沿海國對於大陸架之權利不影響其上海水為公海之法律地位，亦不影響海水上空之法律地位。
- 第四條：沿海國除為探測大陸架及開發其天然資源有權採取合理措施外，對於在大陸架上敷設或維持海底電纜或管線不得加以阻礙。

### 爭議解決
第六條：
1. 同一大陸架鄰接兩個以上海岸相向國家之領土時，其分屬各該國部分之界線由有關各國以協議定之。倘無協議，除因情形特殊應另定界線外，以每一點均與測算每一國領海寬度之基線上最近各點距離相等之中央線為界線。
2. 同一大陸架鄰接兩個毗鄰國家之領土時，其界線由有關兩國以協議定之。倘無協議，除因情形特殊應另定界線外，其界線應適用與測算每一國領海寬度之基線上最近各點距離相等之原則定之。
3. 劃定大陸架之界限時，凡依本條第一項及第二項所載原則劃成之界線，應根據特定期日所有之海圖及地理特徵訂明之，並應指明陸上固定，永久而可資辨認之處。

## 外部連結
- 大陸架公約條文